# Linjeløb
Linjeløb er en disciplin af landevejsløb. Ved start sendes rytterne samlet ud, modsat enkeltstart, og de kører derefter en fastlagt strækning, hvor det gælder om at komme først i mål. 
Der er et væld af taktiske muligheder for de enkelte ryttere og hold, heriblandt at angribe, holde feltet samlet eller køre passivt.
Linjeløbet bliver anvendt både som endagsløb og i etapeløb. 
Distancen varierer fra løb til løb, men er for professionelle ryttere typisk mellem 150-250 kilometer pr. dag. 